# 内藤明人
内藤 明人（ないとう あきと、本名・内藤 進、ないとう すすむ、1926年3月29日 - 2017年3月20日）は、日本の経営者、リンナイ株式会社社長、会長や、社団法人日本ガス石油機器工業会会長、中部経済同友会代表幹事、名古屋商工会議所副会頭などを歴任した。

## 経歴
愛知県名古屋市生まれ。父は、林兼吉とともに林内商会（後の林内製作所〜リンナイ）を創業した内藤秀次郎で、その三男として生まれた。旧制明倫中学校（現愛知県立明和高等学校）、旧制第八高等学校から東京大学工学部に進んで、機械工学を学び、村田一、山口開生、石川六郎らと交わる。卒業後は大企業へ就職するつもりだったが、兄が第二次世界大戦で戦死したため事業の後継者と期待され、1948年に大学を卒業し、林内商会に入社した。
林内商会が株式会社化された1950年に副社長となり、1966年に社長、2001年に会長となって終身その座にあった。
赤外線ガスストーブの日本への導入などで業績を伸ばし、リンナイを有力な企業に成長させるとともに、中部経済界を代表する論客としても知られ、経済団体の要職を歴任した。さらに、日本青年会議所副会頭を務め、2005年の愛知万博の際には国際ロータリー国際博委員会委員長として「ロータリー館（友愛の家）」の開設にあたったほか、名古屋日豪ニュージーランド協会会長、金城学院維持協力会会長など、様々な社会的活動にも関わった。

## 著書
- 品質こそ我らが命、中部経済新聞社（中経マイウェイ新書）、2011年